# Raionul Melitopol (pre-2020), Zaporijjea
Melitopol (în ucraineană Мелітопольський район, transliterat: Melitopolskîi raion) este un raion în regiunea Zaporijjea, Ucraina. Reședința sa este orașul regional Melitopol, care nu aparține raionului.

## Demografie
Componența lingvistică a raionului Melitopol
     Rusă (58,24%)
     Ucraineană (39,35%)
     Alte limbi (0,76%)
Conform recensământului din 2001, majoritatea populației raionului Melitopol era vorbitoare de rusă (58,24%), existând în minoritate și vorbitori de ucraineană (39,35%).